# 鳥取県中部地震
鳥取県中部地震（とっとりけんちゅうぶじしん）は、2016年（平成28年）10月21日14時7分ごろに鳥取県の中部を震源として発生した地震である。地震の規模はM（マグニチュード）6.6で、震源の深さは11 km。最大震度6弱を鳥取県の倉吉市、湯梨浜町、北栄町で観測した。

## 地震のメカニズム
この地震は、西北西-東南東方向に圧力軸を持つ北北西-南南東走向の左横ずれ断層型の地震で地殻内で発生した地震であった。断層長は約10kmとみられている。地震前までに震源付近で活断層は発見されておらず、日本政府の地震調査委員会はこれまでに知られていない断層が動いたとの見解を示した。気象庁は「今回のような地震は活断層がないところでも起きる」としている。京都大学の西村卓也准教授や東北大学の遠田晋次教授によると、山陰地方では地盤が年間3-4 cm東へ動いているためひずみの蓄積しやすい地域が島根県の東部から兵庫県の北部にかけて帯状に連なっており、地震が起きやすい地域となっている。
1年前の2015年10月から、鳥取県中部では地震活動が活発になっていた。2015年10月から本震直前の2016年10月21日14時まで、鳥取県中部を震源とする最大震度1以上の地震は51回発生している（最大は震度4）。本震2時間前の2016年10月21日12時12分にも本震震源のすぐ近くを震源とするM4.2、最大震度4の地震が起き、その後も本震直前まで体に感じない微小地震が続いていた。

## 観測・推定された揺れ
| 震度 | 都道府県 | 観測点名                                                                                           |
| ---- | -------- | -------------------------------------------------------------------------------------------------- |
| 6弱  | 鳥取県   | 倉吉市葵町・湯梨浜町龍島・北栄町土下                                                               |
| 5強  | 鳥取県   | 鳥取市鹿野町鹿野小学校・鳥取市鹿野町鹿野・鳥取市青谷町青谷・三朝町大瀬・湯梨浜町久留・北栄町由良宿 |
| 5強  | 岡山県   | 真庭市蒜山下福田・鏡野町上齋原                                                                     |
| 5弱  | 鳥取県   | 鳥取市吉方・鳥取市気高町浜村・倉吉市岩倉長峯・倉吉市関金町大鳥居・琴浦町徳万・日吉津村日吉津       |
| 5弱  | 島根県   | 隠岐の島町城北町                                                                                   |
| 5弱  | 岡山県   | 真庭市禾津・真庭市蒜山下和・真庭市蒜山上福田                                                       |

鳥取県中部で最大震度6弱を観測したほか、関東地方から九州地方までで震度1以上の揺れを観測した。
防災科学技術研究所は、倉吉市で1494ガルの最大加速度を観測した。
倉吉市や岡山県の鏡野町上齋原で観測された揺れは周期0.4秒前後の短周期の揺れが卓越しており、木造家屋の倒壊に結びつく周期1-2 秒の成分は小さかった。このため、屋根瓦など小構造物の被害が多い一方、家屋の倒壊は起きにくかったとみられる。
鳥取県中部では、長周期地震動階級3を観測した。広い範囲で長周期地震動が発生し、大阪市ではあべのハルカスや梅田スカイビルなどの高層ビルでエレベーターが緊急停止した。

## 緊急地震速報
気象庁は、倉吉観測点で地震を検知してから12.1秒後の14時7分36.4秒に緊急地震速報（警報）を京都府・大阪府・兵庫県・鳥取県・島根県・岡山県・広島県・香川県・愛媛県の全域、福井県嶺南、滋賀県南部、山口県東部、徳島県北部に発表。

## 被害・影響

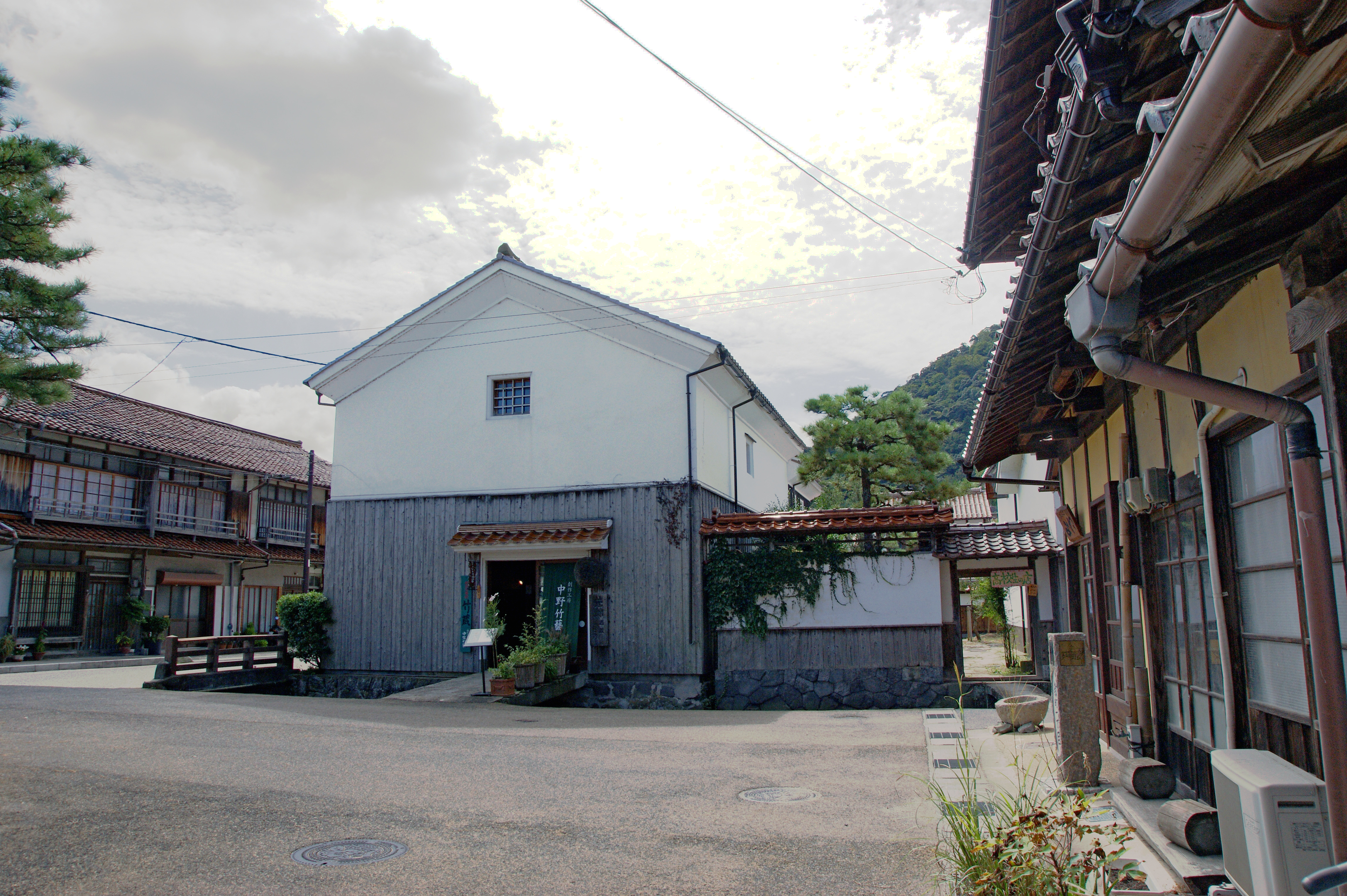
地震で漆喰壁が剥がれ落ちた白壁土蔵群・中野竹藝。（元帥酒造旧酒蔵、震災前の画像。）

鳥取県を中心に住宅の屋根瓦や壁が崩壊する被害が相次いだ。2017年9月21日現在、住宅の全壊18棟、半壊312棟、一部破損1万5095棟が確認されている。倉吉市役所では窓ガラスが割れ階段の一部が崩壊したため、鳥取中部総合事務所に災害対策本部を設置した。住居の損傷が酷い地域では避難生活を強いられ、32人が重軽傷を負ったが死者は出なかった。

### 公共施設・文化財等への影響
国の重要伝統的建造物群保存地区でもある倉吉市の白壁土蔵群では建物の漆喰の壁が剥がれ落ち、近隣にある国の登録有形文化財の銭湯「大社湯」でも浴室に貼られている明治時代の特注品のタイルが大量に剥がれ落ちるなどの被害があった。田内城麓にある岩阿弥陀釈迦堂は落石により全壊した。また、広島県の竹原市にある国の重要文化財「復古館頼家住宅」で瓦が10枚程度落下、島根県の松江市にある松江城で石垣の間を埋める石が落下するなど広い範囲で文化財への被害が発生している。
倉吉市では、多くの水道施設が被災したが特に高さ18 mの生竹配水塔の被害が大きく倒壊の危険があり、近接している3世帯には避難勧告を発令、地震発生後から40日後に生竹配水塔の解体作業を終了し12月1日に避難勧告の解除を行った。

### 観光産業への影響
鳥取県内では、旅館・ホテルの宿泊キャンセルが1万件に迫るなど観光業界に深刻な影響が出た。この事態を受け鳥取県は「がんばろうプロジェクト」を実施し、風評被害払拭への取り組みを行った。

## 日本国内の対応

### 行政の対応
鳥取県は地震当日の10月21日に倉吉市、湯梨浜町、北栄町に災害救助法の適用を決定し、10月24日に三朝町も追加で適用された。また倉吉市で断水が発生したため、鳥取県の平井伸治知事は10月21日19時22分、自衛隊に対して災害派遣を要請した。
気象庁では「大きな規模の地震の発生後に規模の近い地震が続発した事例がある」として、1週間程度は最大震度6弱程度の地震に注意するよう呼び掛けた。4月に発生した平成28年熊本地震の反省から2016年8月以降は大きな地震があった際に余震発生確率を発表するのをやめ、同程度の規模の地震に注意を呼び掛けることにしていた。

### 民間の支援
地震で落下した様々なナシを購入する動きがある。岡山県の真庭市は被災地支援の一環として落下したナシを市内の小学校、幼稚園の給食として提供している。JAまにわも、市内で即売会を開催して格安の価格で落下したナシを販売した。

### 通信
2016年10月21日14時16分から同年11月4日15時まで、西日本電信電話(NTT西日本)から、災害用伝言ダイヤルおよび災害用伝言板が提供された。

## この地震の震源付近で発生した他の地震
- 鳥取地震 (1943年)[11]
- 鳥取県中部地震 (1983年)
- 鳥取県西部地震 (2000年)[11]

### 政府
- 鳥取県中部を震源とする地震について - 首相官邸
  - 鳥取県中部の地震の関連情報 - 気象庁
  - 平成28年鳥取県中部の地震に関する情報 - 国土地理院
  - 2016年10月21日鳥取県中部の地震に関する情報 - 地震調査研究推進本部
  - 鳥取県中部を震源とする地震 - 総務省消防庁

### 自治体
- 平成28年10月21日鳥取県中部を震源とする地震に関する情報 - 鳥取県
- 地震に関する情報 - 倉吉市

### 研究機関
- 2016年10月21日 鳥取県中部の地震 - 防災科学技術研究所 高感度地震観測網（Hi-net）
- 平成28年（2016年）10月21日鳥取県中部の地震 - 防災科学技術研究所 自然災害情報室
- 2016年10月21日鳥取県中部の地震 - 京都大学防災研究所
- NGY地震学ノート　No.62: ２０１６年１０月２１日鳥取県中部地震（M6.2) - 名古屋大学大学院地震火山研究センター
- 2016年10月21日鳥取県中部地震 - 東京大学地震研究所
- 平成28年（2016年）鳥取県の中部に発生した地震に関する情報 - 産業技術総合研究所 地質調査総合センター

### 報道
- 2016年　鳥取県中部で震度6弱の地震 - NHK災害アーカイブス